# 劉仲甫
劉 仲甫（りゅう ちゅうほ、生没年不詳）は、中国宋代の囲碁の名手で、哲宗・徽宗の頃の人。字は甫之。済州の出身。宋代を代表する国手と呼ばれ、囲碁論「棋訣（棋訣四篇）」の作者としても知られる。

## 経歴
若い時から囲碁の才能を発揮し、故郷を出て銭塘へ出る。この土地の打ち手を負かして実力を認められる。その後は首都で20余年無敵を誇り、また官位も得て、国手と呼ばれた。
晩年になって「棋訣」を著す。元祐9年（1094年）の正月に、劉仲甫と当時の強豪である楊中隠・王琬・孫侁の4人が集まり、2人ずつ組んで連碁を打った。
王憨という若者が実力で劉仲甫に迫るようになったが、王憨は劉仲甫と対戦の機会を得られないまま夭逝し、「劉仲甫が王憨を祈り殺した」と噂された。晩年になって晋士明という若手が現れ、劉仲甫は晋士明と対戦して、生まれて初めて4連敗する。劉仲甫は娘を嫁にして欲しいと頼んだが、晋士明には既に妻がいて断られた。劉仲甫は自分の時代が去ったことを知って寝込み、一カ月後に死去した。晋士明は王憨が死んだ年の生まれで、晋士明は王憨の生まれ変わりであり、王憨の仇を取ったのだと噂された。
棋譜は、『忘憂清楽集』に、前述の連碁を含めて3局が収められている。

## 逸話
銭塘に出た時、劉仲甫は泊まっていた旅館で「私に先で打つ者を求めている。勝った者には陳列した品を進呈する」と張り紙を出した。市内から多くの強豪が集まり、その中から最も強い者が対戦者に選ばれた。50数手まで進んだ時には白（劉）が非勢のように観衆の目に映った。さらに20数手進んだ時に劉は急に盤面を崩してしまい、観衆は「負けをごまかすのか」と非難した。劉は「先刻の碁は黒が優勢のように見えるが、次の白の一手により、白の10数目勝ちとなる」と話した。誰もその一手が分からず、劉がその手を示しても理解できなかった。さらに劉が「20手ほど進むとこの手が働くのだ」と言ったので、観衆が打ち進めてみると、たしかにその通りになって白が優勢になり、最後まで打ってみると白が13目勝ちとなった。
都での碁会に劉が出席していた時、衢州爛柯山の出身の祝不疑が出席し、劉と対局した。初め劉が先番で3目勝ち、次に祝不疑が先番で打とうと言うと、劉は五子の手合と言ったが、祝不疑の先番で打ち進めると劉は驚き、強豪として有名な衢州の祝不疑であると悟った。

## 棋訣四篇
「布置（布石）」「侵凌（攻め・シノギ）」「用戦（戦い）」「取捨（要石・捨石）」の四篇から成り、それぞれについての基本を説いた内容。いずれも現代においての初歩的な常識となっている。これが『忘憂清楽集』に記載されて遺っている。